# Walter Zuckerer
Walter Zuckerer (* 14. Juni 1947 in Straubing) ist ein deutscher Offizier und Politiker (SPD). Von 2002 bis 2004 war er Vorsitzender der Bürgerschaftsfraktion der SPD Hamburg.

## Leben
Zuckerer besuchte die Volksschule und das Humanistische Gymnasium in München. Nach dem Abitur 1966 folgte ein Studium der Politikwissenschaften, Öffentliches Recht, Volkswirtschaftslehre sowie Wirtschafts- und Sozialgeschichte in Hamburg. Er schloss das Studium 1980 als Diplom-Politologe ab. Von 1966 bis 1976 war er Berufssoldat, u. a. bei der Panzergrenadierbrigade 17, und später Hauptmann der Reserve. Er besuchte die Heeresoffizierschule II in Hamburg und gehörte dort zu den „Leutnanten 70“.
Es folgte von 1979 bis 1981 eine Stelle als wissenschaftlicher Angestellter in einem Forschungsprojekt des Deutschen Gewerkschaftsbundes (DGB) in Hamburg. Ein weiteres Mal als wissenschaftlicher Angestellter war er von 1984 bis 2002 in der Wirtschaftsbehörde Hamburg tätig.
Neben der parlamentarischen Arbeit ist er Mitglied der Gewerkschaft Ver.di, ehrenamtlich im Vorstand der Entwicklungshilfeorganisation "Weltweite Partnerschaften" und im Arbeiter-Samariter-Bundes (ASB).

## Politik
Zuckerer ist seit 1973 Mitglied in der SPD. Er war Vorsitzender des linken „Övelgönner Kreises“ der SPD Hamburg. Von 1980 bis 1994 war er Vorsitzender des SPD-Kreises Altona und Mitglied des SPD-Landesvorstandes.
Von 1993 bis 2008 war er Mitglied der Hamburgischen Bürgerschaft. Dort war er von 1997 bis 2001 Stellvertretender SPD-Fraktionsvorsitzender und von 2002 bis 2004 Vorsitzender der SPD-Bürgerschaftsfraktion. Er vertrat seine Fraktion dort im Haushaltsausschuss, im Kulturausschuss und im Ausschuss für den Öffentlichen Dienst und Personalwirtschaft.